# Żoliborz - Mokotów
Żoliborz – Mokotów – trzeci album zespołu Partia wydany 7 maja 2001 roku nakładem wydawnictwa Ars Mundi.

## Lista utworów
1. „Rocket Ride”
2. „Disco 707”
3. „30 dni i 30 nocy”
4. „Hiszpański Elvis”
5. „Światła miasta”
6. „Skillshot”
7. „Skinhead Girl”
8. „Oskar Hell”
9. „Żoliborz – Mokotów”
10. „String along”[3]

## Twórcy
- Lesław – śpiew, gitara, muzyka i słowa
- Waldek – gitara basowa i głos
- Arkus – perkusja i głos